# Андигонос
Андигонос (грч. Αντίγονος) је насеље у Грчкој у општини Суровичево, периферија Западна Македонија. Према попису из 2011. било је 374 становника.
На попису из 1991. године Андигонос је имао 476 становника, потомака грчких избеглица из Турске. Село се раније звало Коселер.

## Становништво
| Година       | 1951 | 1961 | 1971 | 1981 | 1991 | 2001 | 2011 |
| ------------ | ---- | ---- | ---- | ---- | ---- | ---- | ---- |
| Становништво | 562  | 653  | 468  | 437  | 476  | 526  | 424  |